# Station Southbourne
Southbourne is een spoorwegstation van National Rail in Chichester in Engeland. Het station is eigendom van Network Rail en wordt beheerd door Southern. 